# Rosa Radom
El Rosa Radom, conocido por motivos de patricinio como HydroTruck Radom, es un equipo de baloncesto polaco con sede en la ciudad de Radom, que compite en la Energa Basket Liga, la máxima división de su país y en la tercera competición europea, la Basketball Champions League. Disputa sus partidos en la Hala Sportowa MOSiR Radom, con capacidad para 2,500 espectadores.

## Historia
El club fue fundado en 2003, quedando subcampeones de la I Liga (2.ª división polaca) en 2012 y ascendiendo de esta manera por 1.ª vez en su historia a la TBL.
Los mayores éxitos del club fueron quedar subcampeones de copa y supercopa en 2015, subcampeones de liga en 2016 y ganar la copa y la supercopa en 2016.
El club participó por 1.ª vez en historia en competición europea en la temporada 2015-2016, disputando la FIBA Europe Cup (por entonces 3.ª competición europea) y consiguiendo llegar a la 2.ª fase. En las temporadas 2016-2017 y 2017-2018, el club participó en la recién creada Basketball Champions League (3.ª competición europea), no consiguiendo pasar de la fase de grupos.

## Nombres
MKS Rosabud Piotrówka Radom 
 2003–2007 
 RosaSport Radom 
 2007–2010 
 KS Rosa Radom 
 2010–2012 
 Rosa Radom 
 2012-actualidad

## Registro por Temporadas
| Temporada | División | Liga    | Posición | Play-Offs        | Copa Polaca  | Competición Europea                              |
| --------- | -------- | ------- | -------- | ---------------- | ------------ | ------------------------------------------------ |
| 2009–10   | 3.ª      | II Liga | 1.º      | Campeones        | –            | –                                                |
| 2010–11   | 2.ª      | I Liga  | 3.º      | Cuartos de final | –            | –                                                |
| 2011–12   | 2.ª      | I Liga  | 2.º      | Subcampeones     | –            | –                                                |
| 2012–13   | 1.ª      | TBL     | 10.º     | –                | –            | –                                                |
| 2013–14   | 1.ª      | TBL     | 6.º      | Semifinales      | –            | –                                                |
| 2014–15   | 1.ª      | TBL     | 5.º      | Semifinales      | Subcampeones | –                                                |
| 2015–16   | 1.ª      | TBL     | 2.º      | Subcampeones     | Campeones    | 3.ª FIBA Europe Cup - 2.ª Fase                   |
| 2016–17   | 1.ª      | PLK     | 5.º      | Cuartos de final | –            | 3.ª Basketball Champions League - Fase de grupos |
| 2017-18   | 1.ª      | EBL     |          |                  |              | 3.ª Basketball Champions League - Fase de grupos |

## Rosa Radom en competiciones europeas
FIBA Europe Cup 2015-16
| Fase de grupos | KTP               | Rosa Radom           | 76-97 | 95-48 |
| Fase de grupos | Rosa Radom        | Türk Telekom         | 68-84 | 89-72 |
| Fase de grupos | Rosa Radom        | Kumanovo             | 84-75 | 73-89 |
| 2ª Fase        | Rosa Radom        | Royal Hali Gaziantep | 61-69 | 79-70 |
| 2ª Fase        | Södertälje Kings  | Rosa Radom           | 86-78 | 81-77 |
| 2ª Fase        | Fraport Skyliners | Rosa Radom           | 91-61 | 58-75 |

Basketball Champions League 2016-17
| Fase de grupos | Rosa Radom        | PAOK                    | 93-85 | 85-66 |
| Fase de grupos | Ventspils         | Rosa Radom              | 74-53 | 63-79 |
| Fase de grupos | Rosa Radom        | EWE Baskets Oldenburg   | 66-70 | 83-71 |
| Fase de grupos | Rosa Radom        | Muratbey Uşak Sportif   | 83-77 | 96-76 |
| Fase de grupos | Varese            | Rosa Radom              | 62-69 | 61-74 |
| Fase de grupos | Rosa Radom        | ASVEL Lyon-Villeurbanne | 63-83 | 87-67 |
| Fase de grupos | Neptūnas Klaipėda | Rosa Radom              | 66-63 | 65-71 |

Basketball Champions League 2017-18
| 3.ª Ronda      | Telenet Giants Antwerp | Rosa Radom          | 75-69 | 83-70  |  |
| Fase de grupos | Rosa Radom             | medi Bayreuth       | 79-96 | 90-85  |  |
| Fase de grupos | Movistar Estudiantes   | Rosa Radom          | 78-68 | 77-84  |  |
| Fase de grupos | Rosa Radom             | Umana Reyer Venezia | 71-81 | 102-93 |  |
| Fase de grupos | AEK                    | Rosa Radom          | 96-92 | 63-69  |  |
| Fase de grupos | Rosa Radom             | Banvit              | 49-48 |        |  |
| Fase de grupos | Rosa Radom             | SIG Strasbourg      | 63-74 |        |  |
| Fase de grupos | Petrol Olimpija        | Rosa Radom          | 80-72 |        |  |

## Palmarés

### Liga
- Energa Basket Liga

-   -  Subcampeones (1): 2016

-   - Semifinales (2): 2014, 2015

- I Liga

-   -  Subcampeones (1): 2012

- II Liga

-   -  Campeones Grupo C (1): 2010
  -  Subcampeones Grupo A (1): 2009

### Copa
- Intermarché Basket Cup

-   -  Campeones: 2016

-   - Subcampeones (1): 2015

### Supercopa
- Supercopa Polaca

-   -  Campeones: 2016

-   - Subcampeones (1): 2015

## Jugadores destacados
| - Patrik Auda - Łukasz Bonarek - Jakub Dłoniak - Jakub Garbacz - Piotr Ignatowicz - Mateusz Jarmakowicz - Damian Jeszke - Piotr Kardaś - Kamil Łączyński - Łukasz Majewski - Marcin Piechowicz - Hubert Radke - Jakub Schenk - Michał Sokołowski |  | - Daniel Szymkiewicz - Marcin Teklak - Jarosław Trojan - Daniel Wall - Paweł Wiekiera - Robert Witka - Mikołaj Witliński - Jakub Zalewski - Filip Zegzuła - Jarosław Zyskowski - Slaviša Bogavac - Slaven Čupković - Milan Majstorović - Uroš Mirković |  | - Nikola Vasojević - Igor Zaytsev - Kim Adams - Kirk Archibeque - Kadeem Batts - Gary Bell - Tyrone Brazelton - Jordan Callahan - Ronald Dorsey - C.J. Harris - Darnell Jackson - Elijah Johnson - Korie Lucious - J.J. Montgomery |  | - Kevin Punter - Michael Taylor - Torey Thomas - John Turek - Nic Wise - Seid Hajrić - Danny Gibson - Ryan Harrow |